# 西九文化區管理局

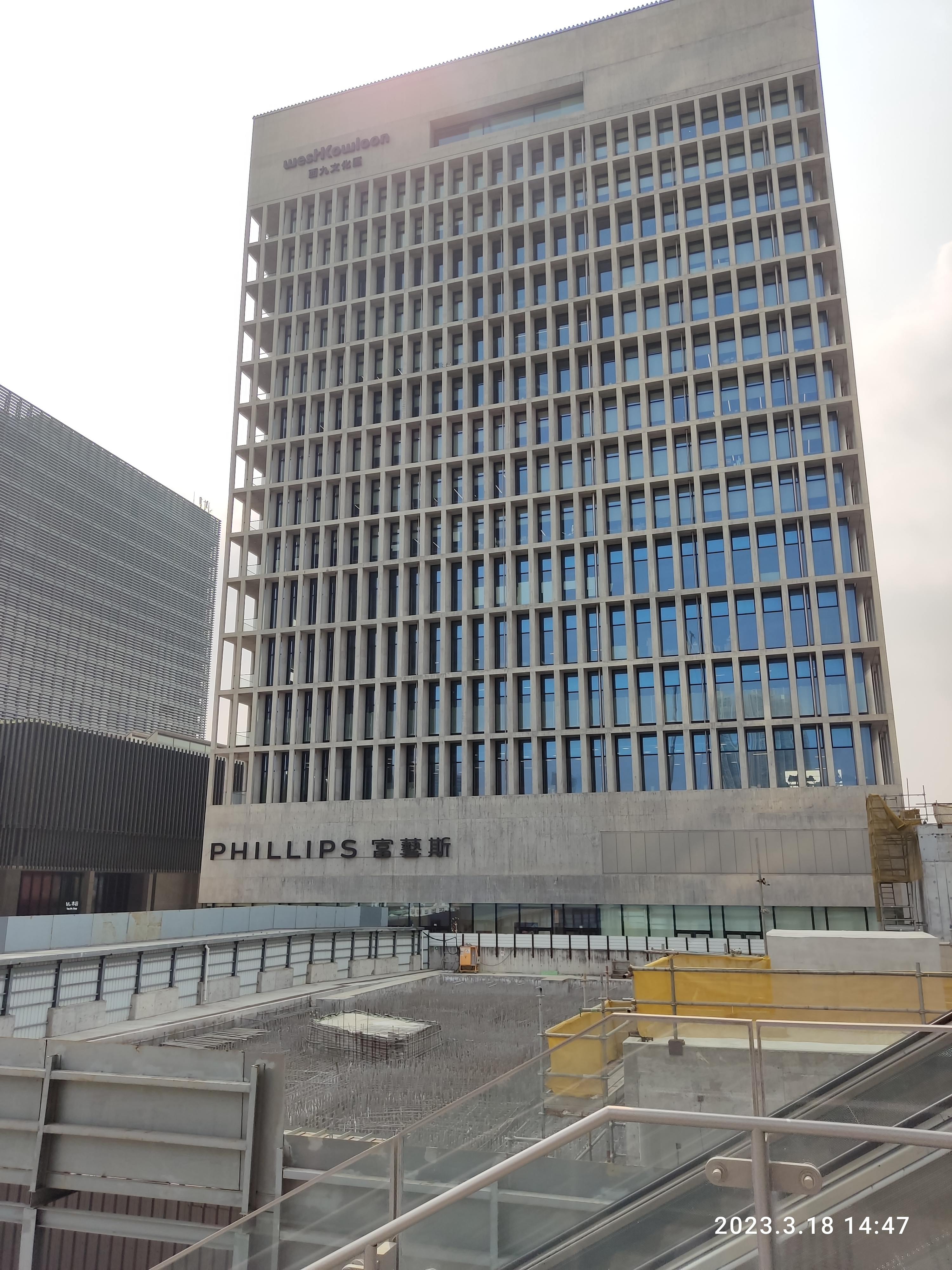
西九文化區管理局大樓為西九文化區管理局總部

西九文化區管理局（簡稱西九管理局，縮寫：WKCDA），是香港特別行政區政府於2008年10月23日根據《西九文化區管理局條例》成立的法定機構，主要負責發展、協調及統籌西九文化區的事務。

## 架構
為促進西九文化區發展，董事局主席曾經由政務司司長兼任，現時由行政長官委任非政府官員擔任，任期2年。董事局就不同範疇成立多個專責委員會，由不同行業的專家和代表組成，成員在文化藝術、建築、城市規劃、工程、商業及金融、法律和地區服務方面具備豐富的經驗和專業知識，負責就特定範疇向董事局提出建議、協助董事局履行法定職責及監督西九文化區的發展過程；並成立諮詢會，收集公眾對於管理局職能相關的意見。
轄下委員會分別為：
- 行政委員會
- 審計委員會
- 發展委員會
- 投資委員會
- M Plus Museum Limited 董事局
  - 購藏委員會
- M Plus Collections Limited 董事局
- 香港故宮文化博物館有限公司 董事局
- 西九文化區基金會有限公司 董事局
- 表演藝術委員會
- 薪酬委員會

## 歷任首長
| 董事局主席 - 唐英年（2010年8月—2011年9月30日，政務司司長兼任） - 林瑞麟（2011年9月30日－2012年6月30日，政務司司長兼任） - 林鄭月娥（2012年7月1日－2017年1月16日，政務司司長兼任） - 張建宗（2017年1月16日－2017年9月30日，政務司司長兼任） - 唐英年（2017年10月1日－） | 董事局副主席 - 夏佳理（2014年10月23日－2022年10月22日） - 陳智思（2022年10月23日－） |
| 行政總裁 - 謝卓飛（2010年8月—2011年1月） - 連納智（2011年5月—2015年8月） - 栢志高（2015年8月—11月） - 馮程淑儀（2020年12月7日—2021年6月7日，署任） - 馮程淑儀（2021年10月15日－）                                                                                      | 副行政總裁（區域發展） - 顏金施（2021年11月－）                                      |
| 行政總監 - 程少泉（2009年6月） |                                                                                      |
| 營運總裁 - 栢志高（2014年10月—2015年8月） - 陳惠明（2016年7月4日－） |                                                                                      |
| 表演藝術行政總監 - 茹國烈（2010年6月-2017年10月） - 譚兆民（2021年9月－） |                                                                                      |
| 首席工程總監 - 司徒澤民（—2021年7月22日） - 陳詠聰（2021年11月－） |                                                                                      |
| 首席財務總監 - 馮仲儀（2019年9月一2021年8月18日） - 李家文（2021年8月19日一2022年2月28日；署任）（2022年3月1日一） |                                                                                      |
| 項目統籌總監 - 向玉璽（2021年11月一） |                                                                                      |
| 傳訊及公共事務總經理 - 吳璟儁（2021年9月1日一） |                                                                                      |

## 歷史
香港特別行政區政府於2006年成立西九龍文娛藝術區核心文化藝術設施諮詢委員會，經過深入討論及公眾參與，及後於建議成立管理局負責西九文化區事務，並且獲得接納，於2008年2月向立法會提交條例草案，立法會於同年7月11日通過《西九文化區管理局條例》，及後通過撥款216億港元給予西九文化區管理局。

## 外部連結
- 電子版香港法例：第601章《西九文化區管理局條例》
- 西九文化區管理局網頁（页面存档备份，存于）